# Ángel Castellanos
Ángel Castellanos (ur. 15 listopada 1952 w Miguelturra, zm. 2 stycznia 2024) – hiszpański piłkarz.
Z zespołem Valencia CF zdobył: Puchar Króla (1979), Puchar Zdobywców Pucharów (1980) i Superpuchar Europy (1980). W 1974 rozegrał 3 mecze w reprezentacji Hiszpanii.